# Jeux mobiles Ni no Kuni

Il existe trois jeux mobiles dans la série Ni no Kuni, tous publiés par Level-5. Les deux premiers ont été développés par Level-5 en partenariat avec des sociétés de distribution mobile, et sont sortis autour des jeux originaux de la série principale, Dominion of the Dark Djinn (en) et La Vengeance de la sorcière céleste. Le premier, Ni no Kuni: Hotroit Stories, est un jeu de rôle qui se déroule avant les événements des jeux principaux. Il suit l'histoire d'Oliver et de son ami Mark, et leurs tentatives pour construire une voiture. Le premier chapitre est sorti en décembre 2010 via le service Roid de Level-5. Le second, Ni no Kuni: Daibouken Monsters, est un jeu de rôle de cartes sociales dans lequel les joueurs collectent des cartes et les utilisent dans des batailles, et utilisent les capacités des personnages qui ont été piégés dans les cartes. Il est sorti dans le cadre d'un partenariat avec le service mobile GREE en mai 2012. Le troisième jeu, Ni no Kuni: Cross Worlds, est un jeu de rôle par Netmarble. Il suit un bêta-testeur dans un jeu de réalité virtuelle fictif.

## Ni no Kuni: Hotroit Stories
Ni no Kuni: Hotroit Stories est un jeu vidéo de rôle épisodique développé et publié par Level-5. Le premier chapitre est sorti sur les appareils mobiles via le service Roid le 9 décembre 2010.
Préquelle de Dominion of the Dark Djinn (en) et La Vengeance de la sorcière céleste, Hotroit Stories suit Oliver et son ami Mark, qui créent une voiture personnalisée en trouvant des pièces détachées dans la ville d'Hotroit,,, et finissent par se rendre dans une usine abandonnée. Ils sont accompagnés d'un chat. Tout au long de leurs recherches, Oliver et Mark rencontrent des créatures similaires aux imajinn/familiars du jeu principal, qu'ils doivent combattre pour continuer. Contrairement aux jeux principaux, Hotroit Stories ne fait pas appel à la magie ; les personnages attaquent à l'aide d'objets tels que la glace sèche pour obtenir des effets similaires. Anne Lee de Chic Pixel a noté que le jeu présente un style artistique similaire à EarthBound (1994).
Le jeu a été présenté pour la première fois lors d'une conférence de presse en juin 2010, ainsi qu'au Tokyo Game Show en septembre 2010, avant d'être officiellement révélé lors de la conférence Level-5 Vision en octobre 2010. Le premier et unique chapitre, intitulé "Oliver and Mark", est sorti en décembre 2010.

## Ni no Kuni: Daibouken Monsters
Ni no Kuni: Daibouken Monsters est un jeu vidéo de rôle à cartes sociales développé et publié par Level-5. Il est sorti sur les appareils mobiles par le biais du service GREE le 11 mai 2012.
Dans le jeu, les joueurs voyagent dans un autre monde et collectent des cartes représentant des créatures appelées "Imajinn", dont il existe plus de 200. Un occupant de l'autre monde est piégé dans chaque carte ; en retournant la carte, les joueurs peuvent utiliser les capacités de l'occupant pendant les combats. Des cartes rares sont également disponibles, conférant aux joueurs des pouvoirs tels qu'une récupération améliorée et des attaques spéciales. Le jeu propose également un mode multijoueur coopératif, dans lequel deux joueurs se défendent contre un boss dans un combat de type "Raid",. Le jeu compte plus de 40 boss. Toutes les cartes ont été redessinées en juin 2012.
L'équipe de GREE a initialement contacté Level-5 pour créer des jeux individuels pour la plateforme ; cela s'est finalement transformé en un partenariat complet entre les deux sociétés, ce qui a conduit Level-5 à développer trois titres pour GREE. Les inscriptions anticipées pour le jeu ont commencé le 21 mars 2012. Le jeu était disponible pour les appareils Android et iOS, par le biais d'une adhésion au service GREE. Les serveurs du jeu ont été arrêtés le 28 septembre 2012.

## Ni no Kuni: Cross Worlds
Ni no Kuni: Cross Worlds est un jeu vidéo de rôle développé par Netmarble et publié par Level-5 pour Android et iOS. Le jeu a été révélé au G-Star en novembre 2019 avec une sortie initialement prévue pour fin 2020. Il est sorti au Japon, en Corée du Sud et à Taïwan le 10 juin 2021, puis dans le reste du monde le 25 mai 2022 avec également une sortie sur Microsoft Windows. Cross Worlds a été créé à l'aide du moteur de jeu Unreal Engine 4.
L'histoire du jeu suit un bêta-testeur d'un jeu de réalité virtuelle fictif appelé Soul Diver, qui le transporte dans le monde de Ni no Kuni. À l'intérieur de Soul Diver, ils rencontrent un personnage IA nommé Rania avant qu'un pépin ne fasse planter le jeu. Le personnage se réveille dans une ville en feu où il sauve la reine, qui se révèle être la version parallèle de Rania. Le monde est basé sur celui de Dominion of the Dark Djinn et La Vengeance de la sorcière céleste. Le jeu propose cinq classes de personnages : Destructeur, Ingénieur, Voleur, Épéiste et Sorcière. Il comporte également deux modes de jeu : le mode Kingdom est un mode multijoueur coopératif dans lequel les joueurs peuvent explorer le monde avec leur Imajinn ; et l'Arène par équipe est un mode multijoueur compétitif dans lequel six joueurs s'affrontent en deux équipes pour collecter le plus de Higgledies,.